# Zeatkivți, Haisîn
Zeatkivți (în ucraineană Зятківці) este localitatea de reședință a comunei Zeatkivți din raionul Haisîn, regiunea Vinnița, Ucraina.

## Demografie
Componența lingvistică a localității Zeatkivți
     Ucraineană (97,95%)
     Rusă (1,65%)
     Alte limbi (0,32%)
Conform recensământului din 2001, majoritatea populației localității Zeatkivți era vorbitoare de ucraineană (97,95%), existând în minoritate și vorbitori de rusă (1,65%).